# Дибрава (Добрицька область)
Дибра́ва (болг. Дъбрава) — село в Добрицькій області Болгарії. Входить до складу общини Балчик.

## Населення
За даними перепису населення 2011 року у селі проживали 186 осіб.
Національний склад населення села:
| Національність   | Кількість осіб | Відсоток |
| ---------------- | -------------- | -------- |
| турки            | 87             | 47,5%    |
| болгари          | 86             | 47,0%    |
| цигани           | 8              | 4,4%     |
| Всього відповіли | 183            |          |

Розподіл населення за віком у 2011 році:
Динаміка населення: